# Lothar Grützner
Lothar Grützner (* 20. November 1926 in Dresden; † 31. Januar 2018 in Hamburg) war ein deutscher Schauspieler, Hörspiel- und Synchronsprecher.

## Leben und Werk

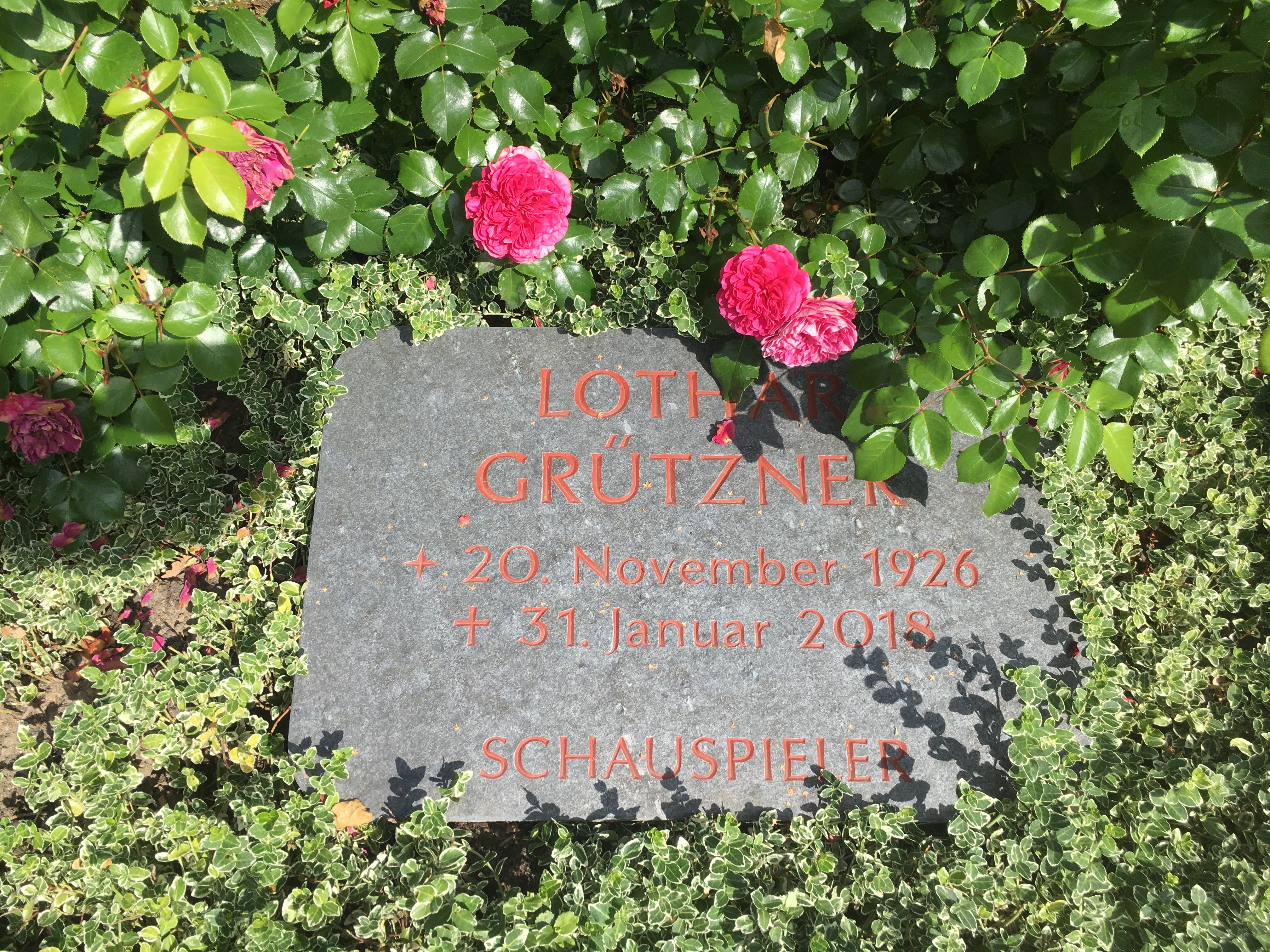
Grabstätte Lothar Grützner auf dem Friedhof Ohlsdorf

Grützner spielte von Ende der 1950er bis Anfang der 1980er Jahre Nebenrollen in verschiedenen Filmen, so u. a. in Die Nacht vor der Premiere (1959), Das Gewissen (Fernsehtitel Verfolgungsjagd um Mitternacht, 1974) und im Fernsehfilm Die Eingeschlossenen von Altona (1980), ferner spielte er Sergeant Robbins in dem 1965 gedrehten Dreiteiler Die Gentlemen bitten zur Kasse. In Episodenrollen war er z. B. in den Serien Cliff Dexter (1968), Graf Yoster gibt sich die Ehre (1969) und Tatort (1972) zu sehen.
Bekannt wurde Lothar Grützner jedoch hauptsächlich als Sprecher. So lieh er seine sonore, baritonreiche Stimme zahlreichen Charakteren in Hörspielen wie 1981 der Hauptrolle in der Hörspielserie Detektiv Kolumbus & Sohn. Kinder kennen seine Stimme vor allem durch die Sesamstraße, wo er dem als Kellner im Restaurant arbeitenden Grobi als anspruchsvoller Gast des Öfteren stimmlich einen Besuch abstattete. Auch in der Europa-Hörspielserie Die drei ??? war er seit den frühen 1980er Jahren häufig in verschiedenen Sprecherrollen besetzt.
Als Synchronsprecher lieh er u. a. Neil Hamilton als Commissioner Gordon in der Serie Batman, Herb Edelman als Stan Zbornak in Golden Girls, Harve Presnell als Mr. Parker in Pretender und Jerry Adler als Hesh Rabkin in der Mafiaserie Die Sopranos seine Stimme.
Lothar Grützner, der zuletzt in Hamburg wohnte, starb am 31. Januar 2018 im Alter von 91 Jahren. Am 9. Februar 2018 wurde er auf dem Hamburger Friedhof Ohlsdorf in der  Grablage AF 23 – 115 / 116 beigesetzt.

## Filmografie (Auswahl)
- 1958: Der Tod auf dem Rummelplatz
- 1959: Die Nacht vor der Premiere
- 1959: Professor Schnellfisch
- 1960: … und nach uns die Sintflut
- 1962: Der Mann aus Guayaquil
- 1964: Hafenpolizei – Der Heuler
- 1965: Abenteuerliche Geschichten – Haie
- 1965: John Klings Abenteuer – Schnee aus Frankreich
- 1966: Die Gentlemen bitten zur Kasse (Fernseh-Dreiteiler)
- 1967: Lobby Doll und die Sitzstangenaffäre – Eine erdachte Rekonstruktion
- 1968: Polizeifunk ruft – Auf schiefer Bahn
- 1968: Cliff Dexter – Tod auf dem Golfplatz
- 1968: Der nächste Herr, dieselbe Dame
- 1969: Schmutzige Hände
- 1969: Haifischbar
- 1969: Graf Yoster gibt sich die Ehre – Strahlendes Wasser
- 1969: Der Attentäter
- 1970: Die Deutschlandreise
- 1970: Miss Molly Mill – Das Sonnenparadies
- 1970: Die seltsamen Methoden des Franz Josef Wanninger – Der Privatdetektiv
- 1970: Fröhliche Weihnachten
- 1971: Aus dem Alltag der DDR: Dritter Versuch einer Rekonstruktion nach Berichten und Dialogen
- 1971: Hamburg Transit – Bitte die Fahrkarten
- 1971: Tatort – Rechnen Sie mit dem Schlimmsten
- 1972: Sonderdezernat K1 – Vier Schüsse auf den Mörder
- 1972: Sonderdezernat K1 – Mord im Dreivierteltakt
- 1972: Trauma
- 1974: Im Auftrag von Madame – Krimi-Fans
- 1974: Plus minus null
- 1975: Madame Princesse
- 1978: Mirjam und der Lord vom Rummelplatz
- 1978: Die Eingeschlossenen
- 1979: St. Pauli-Landungsbrücken – Fluchtpläne
- 1979: Kläger und Beklagte – Das Recht auf’n Bier
- 1982: Unheimliche Geschichten – Wenn das Blut gefriert

## Hörspiele
- 1966/2013: Sándor Ferenczy: Die Gentlemen bitten zur Kasse – Regie: Sándor Ferenczy (Kriminalhörspiel – Audio Factory)